# Феннинген
Феннинген (нем. Venningen) — община в Германии, в земле Рейнланд-Пфальц. 
Входит в состав района Южный Вайнштрассе. Подчиняется управлению Эденкобен.  Население составляет 940 человек (на 31 декабря 2010 года). Занимает площадь 9,87 км².